# Macrocypraea cervus
Macrocypraea cervus là một loài ốc biển, là động vật thân mềm chân bụng sống ở biển trong họ Cypraeidae, họ ốc sứ

## mô tả
Chiều dài tối đa của vỏ ốc được ghi nhận là 190 mm.

## Môi trường sống
Độ sâu tối thiểu được ghi nhận là 0 m. Độ sâu tối đa được ghi nhận là 35 m.

## Hình ảnh

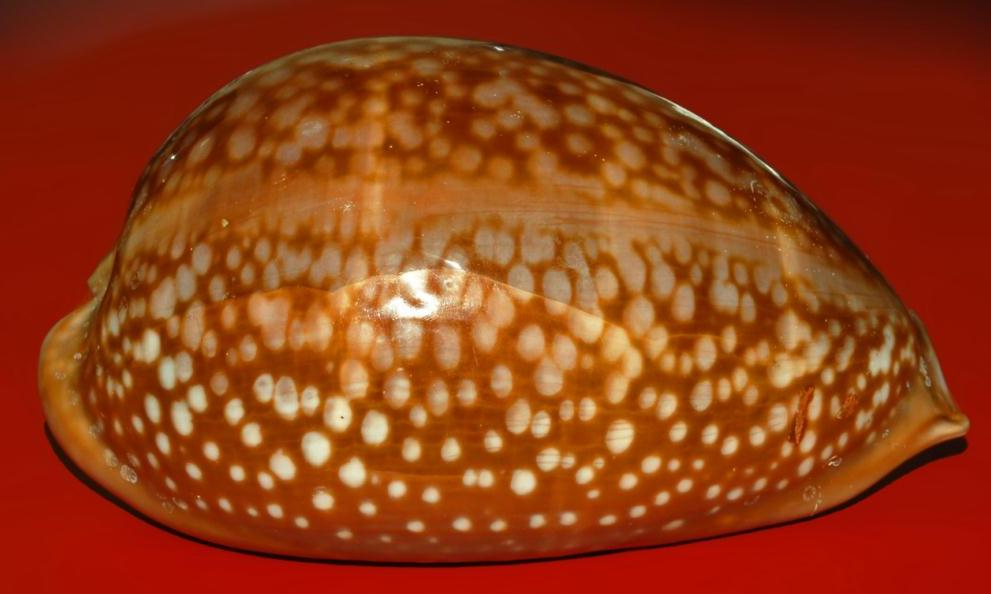